# Sinister (film)
Sinister är en amerikansk skräckfilm från 2012. Filmen är regisserad av Scott Derrickson och hade premiär i Sverige den 30 november 2012. Filmen handlar om kriminalromanförfattaren Ellison Oswalt (Ethan Hawke) som tillsammans med sin familj flyttar in i en tidigare brottsplats för att finna inspiration till sin kommande roman. I det nya hemmet upptäcker han en låda med snuffilmer som skildrar en rad brutala mord begångna av en okänd seriemördare.

## Skådespelare i urval
- Ethan Hawke - Ellison Oswalt
- Juliet Rylance - Tracy Oswalt
- Fred Thompson - Sheriff
- James Ransone - Vice sheriff
- Michael Hall D'Addario - Trevor Oswalt
- Clare Foley - Ashley Oswalt
- Vincent D'Onofrio - Professor Jonas